# دانشگاه اورلئان
دانشگاه اورلئان (فرانسوی: Université d'Orléans‎) دانشگاهی دولتی در اورلئان فرانسه است که پیشینهٔ گشایش آن به سدهٔ سیزده میلادی برمی‌گردد. این دانشگاه در جریان انقلاب فرانسه در سدهٔ هجده میلادی بسته و با دانشگاه فرانسه ادغام شده بود. با این وجود در سال ۱۹۷۰ میلادی دانشگاهِ جدیدی با همان نام در آن منطقه گشایش یافت.

## دانش‌آموختگان برجسته
برخی از دانش‌آموختگان برجستهٔ دانشگاه عبارتند از:
- یوهان ریشلین (۱۴۵۵–۱۵۲۲)
- گیوم بوده (۱۴۶۸–۱۵۴۰)
- ژان کالون (۱۵۰۹–۱۵۶۴)
- اتین دو لا بوئسی (۱۵۳۰–۱۵۶۳)
- تئودور آگریپا دوبین‌یه (۱۵۵۲–۱۶۳۰)
- پیر دو فرما (حدود ۱۶۰۱–۱۶۶۵)
- مولیر (۱۶۲۲–۱۶۷۳)
- شارل پرو (۱۶۲۸–۱۷۰۳)
- ژان دو لا برویر (۱۶۴۵–۱۶۹۶)